# 鄖西商縣戰鬥
鄖西商縣戰鬥發生於1932年10月24日－11月24日，地點則是在中國陝鄂一帶。該戰鬥是第一次国共内战主要戰鬥之一，交戰一方為中華民國國民革命軍，另一方則為中國共產黨所領導之中國工農紅軍。